# Dodge Viper
Dodge Viper (укр. Додж Вайпер) — спортивний автомобіль компанії Dodge (підрозділ Chrysler Corporation). 
Виробництво двомісного автомобіля почалося в 1992 році на заводі New Mack Assembly. У жовтні 1995 року виробництво було перенесено на завод Conner Avenue Assembly, де і тривало до останнього часу. 
Автомобіль, а також його численні модифікації, часто можна побачити в різних ТВ-шоу, відео іграх, фільмах і музичних кліпах. 
Виробництво припинене 1 липня 2010 року.
Керівництво концерну Chrysler ухвалило рішення припинити виробництво цього автомобіля — 1 липня 2010 року в присутності представників детройтського Motor City Viper Club і національного Viper Club of America з конвеєра зійшов останній екземпляр моделі, який був забарвлений золотою фарбою. 
Остання машина була передана головним фанатам Dodge Viper в США родині Раух з Техасу, яка володіє найбільшою колекцією Viper у світі — зараз у них в гаражі є 40 Viper різних років випуску.

## Історія появи
Dodge Viper був задуманий як продовження традицій класичних американських спортивних автомобілів. Легендарна AC Cobra була джерелом натхнення: з потужним двигуном, мінімалістичним дизайном, агресивним стилем.
Dodge Viper народився наприкінці 1988 року в дизайнерській студії Chrysler. У лютому наступного року президент Chrysler Боб Лутц запропонував Тому Гейл з Chrysler Design розглянути можливість створення сучасної «Кобри». Перша модель була представлена Лутце вже кілька місяців по тому. У металі автомобіль з'явився як концепт-кар на Північноамериканському міжнародному автошоу «North American International Auto Show» в 1989 році. Цей концепткар був спочатку названий Copperhead (назва гримучих змій у США) через його характерного зовнішнього вигляду. Назва в згодом було змінено на Viper, але всі двигуни для Viper з тих пір відомі як «Copperhead». Громадськість зустріла концепткар з ентузіазмом і головний інженер Roy Sjeoberg
вибрав 85 інженерів в «команду Вайпер». Група звернулася до підрозділу Chrysler — Lamborghini з проханням надати кілька прототипів алюмінієвих блоків циліндрів на основі двигуна V10 від пікапів Dodge. Кузов був завершений восени, а шасі прототипу в грудні. Хоча в тестах використовувався двигун V8, двигун V10 був готовий у лютому 1990 року.
Офіційне схвалення від голови Chrysler Лі Якокка отримано було в травні 1990 року. Один рік потому Керролл Шелбі пілотував експериментальну версію автомобіля в гонці Індіанаполіс 500. Починаючи з січня 1992 року почалися поставки автомобіля дилерам.

## Перше покоління (1992—1995)

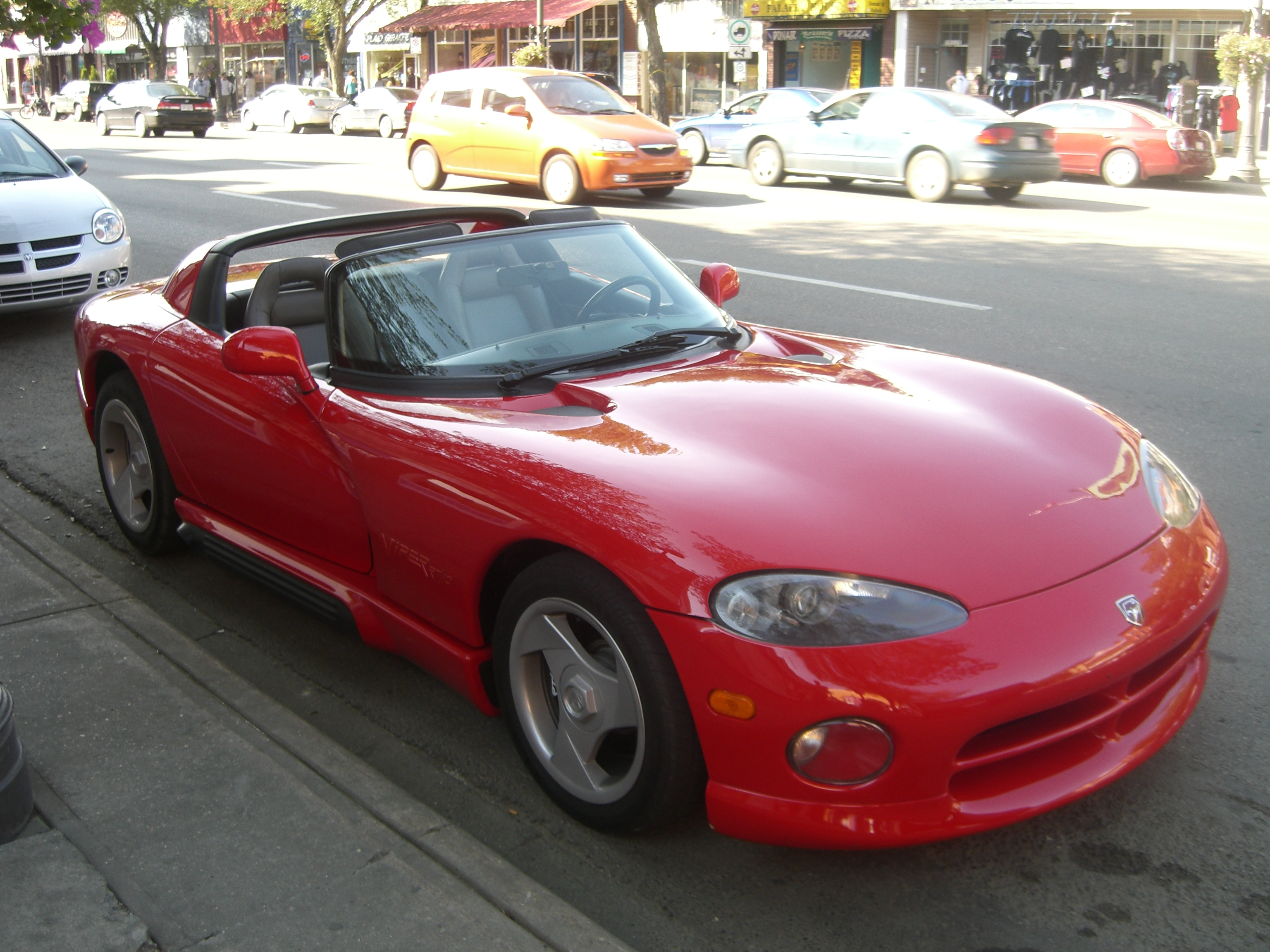
Dodge Viper

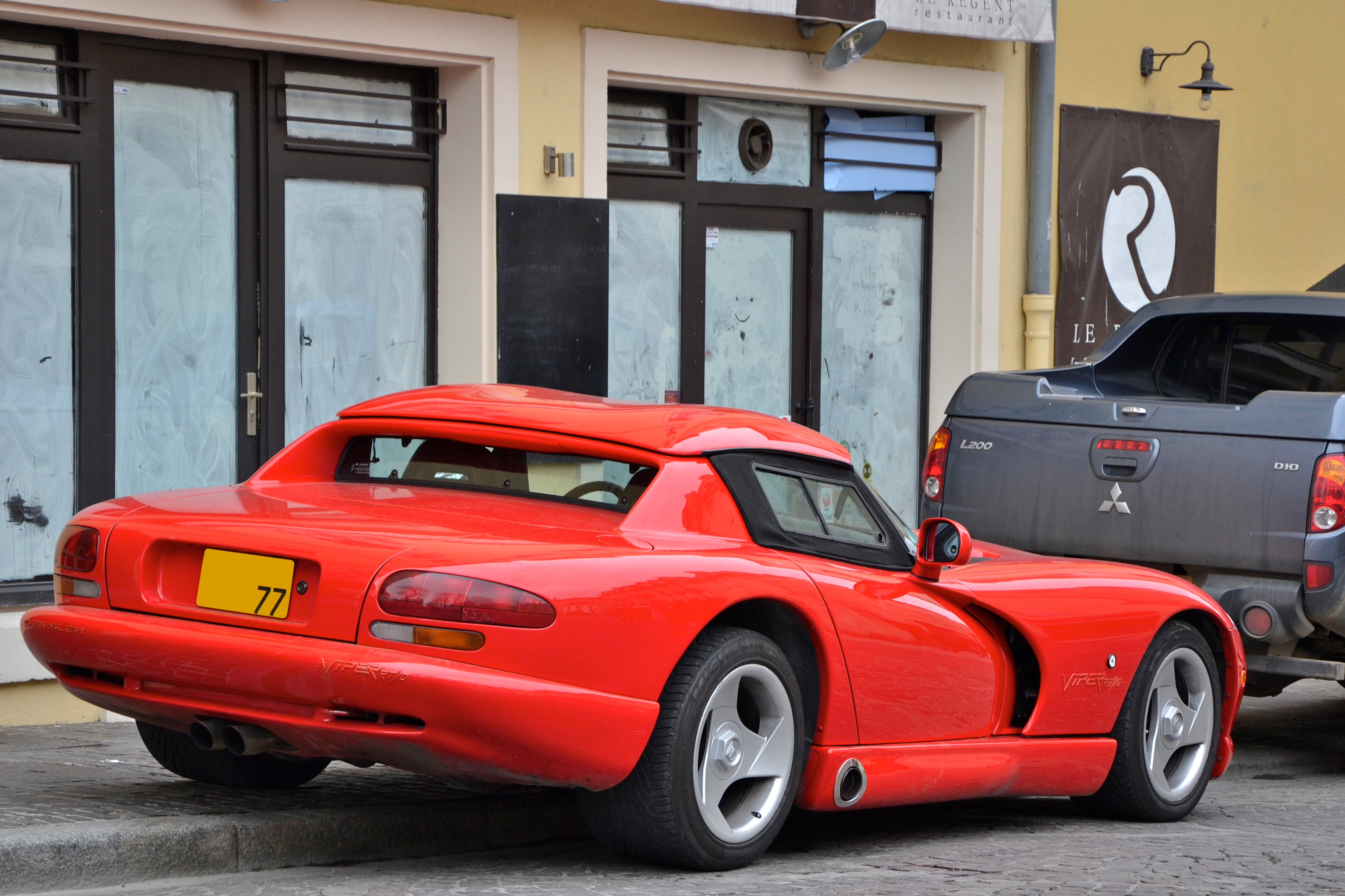
Dodge Viper 1993 року, вид ззаду

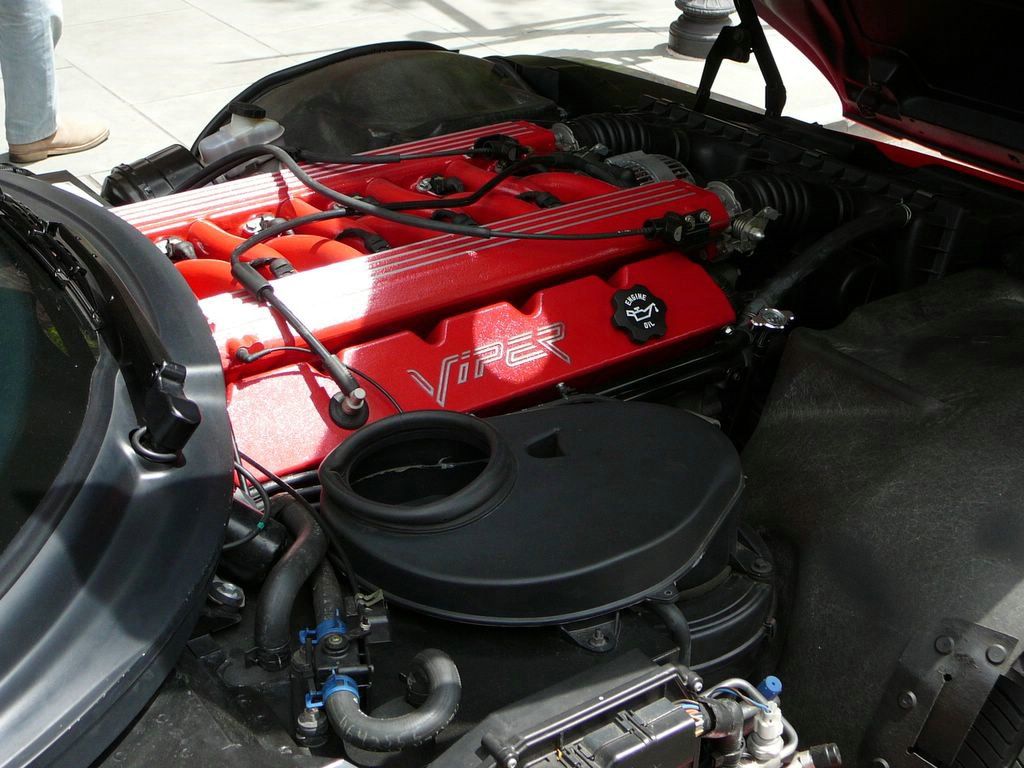
двигун Dodge Viper 1993 року

Двигун заснований на базі двигуна Magnum V10 із серії Chrysler LA. У початковому вигляді двигун пікапа був дуже важким для спортивного автомобіля, і Lamborghini, в той час належить корпорації Chrysler, замінила чавунний блок V10 на блок з в алюмінієвого сплаву. Chrysler, через сумніви в реалізації потенціалу Viper і зниження витрат виробництва відмовився встановлювати головки з чотирма клапанами на циліндр.
Двигун важив 323 кг і розвивав потужність 400 к.с. (300 кВт) при 4600 об / хв і максимальний крутний момент 630 Нм при 3600 об / хв. Система живлення — багатоточковий впорскування палива з електронним управлінням, система змащення — з «сухим» картером, система зниження токсичності — з двома каталітичними нейтралізаторами на металевій основі (що зробило їх більш компактними, ніж з керамічною серцевиною). Елементи випускної системи виконані з номекса — композитного матеріалу, що використовується в космічній техніці.
Це дуже класна машина
Кузов з каркасом із сталевих труб з панелями з скловолокна. Вихлопні труби виведені в пороги, що додають машині екзотичності. Трансмісія: сухе однодискове зчеплення, механічна шестиступінчаста коробка передач T-56 фірми Borg-Warner, привід — на задні колеса. Підвіска всіх коліс незалежна, на подвійних поперечних важелях і пружинах, із стабілізаторами поперечної стійкості попереду й позаду. Рульове управління — рейкове, з гідропідсилювачем, число оборотів керма від упору до упору — 2,4. Гальма — дискові у всіх коліс, привід гідравлічний двоконтурний, з підсилювачем.
Dodge Viper першого покоління мав споряджену масу 1486 кг, але не мав ні системи контролю тяги, ні антиблокувальної системи гальм. Незважаючи на свою масу, він проходив чверть милі за 12,6 секунди і мав максимальну швидкість понад 290 км/год. Шини Michelin-XGTZ, розмір передніх — 275/40ZR17, задніх — 335/35ZR17.
Салон автомобіля був спартанським, але мав надувні подушки в сидіннях для підтримки поперекового відділу спини. Поряд з відсутністю зовнішніх дверних ручок, автомобіль не мав бічних вікон і даху. Хоча був м'який знімний дах, але він призначений в першу чергу для зовнішнього зберігання транспортного засобу. Всі ці рішення були призначені для зниження ваги. Акумуляторна батарея знаходиться в опломбованому відділенні над заднім колесом.

### Двигун
- 8.0 л Viper V10 400 к.с. 630 Нм

## Друге покоління (1996—2002)

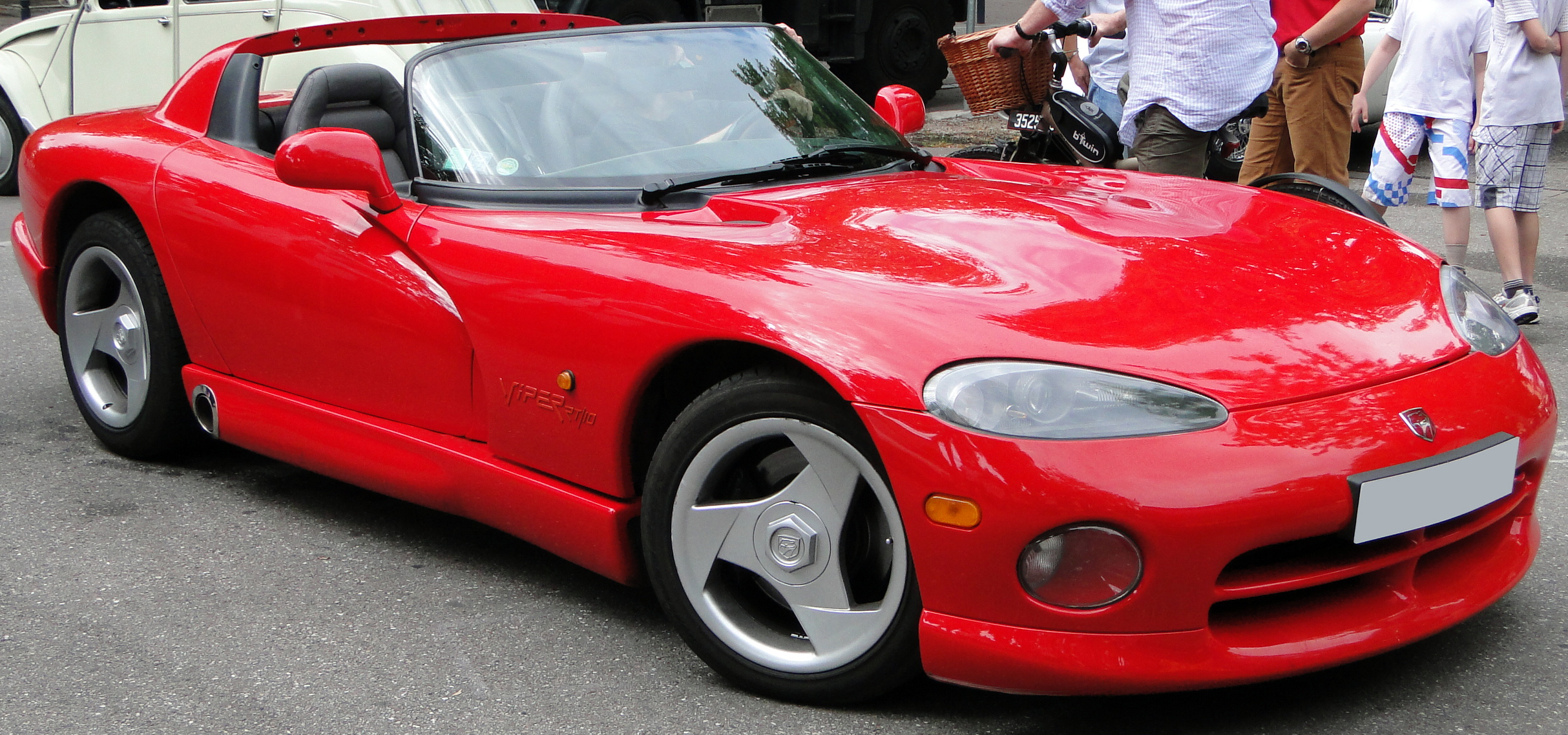
Dodge Viper RT/10

Незважаючи на аналогічний зовнішній вигляд, автомобіль від першого покоління відрізняється досить сильно. Зміни: перероблений і полегшений (до 290 кг) двигун з більш високою потужністю (450 к.с.) і максимальним обертовим моментом 664 Нм, меншу вагу автомобіля, практично повністю змінене шасі, яке на 27 кг легше і на 25% жорсткіше, досягнуто шляхом ретельного комп'ютерного аналізу, змінені підвіски, поліпшені шини, скорочений гальмівний шлях. Антиблокувальна система (ABS) в базовій версії спочатку не встановлювалася — тільки як додаткова опція.
Дві передні подушки безпеки були додані в 1996 році на модифікації Viper GTS, а в 1997 році і на R/T10, відповідно до рішення уряду.

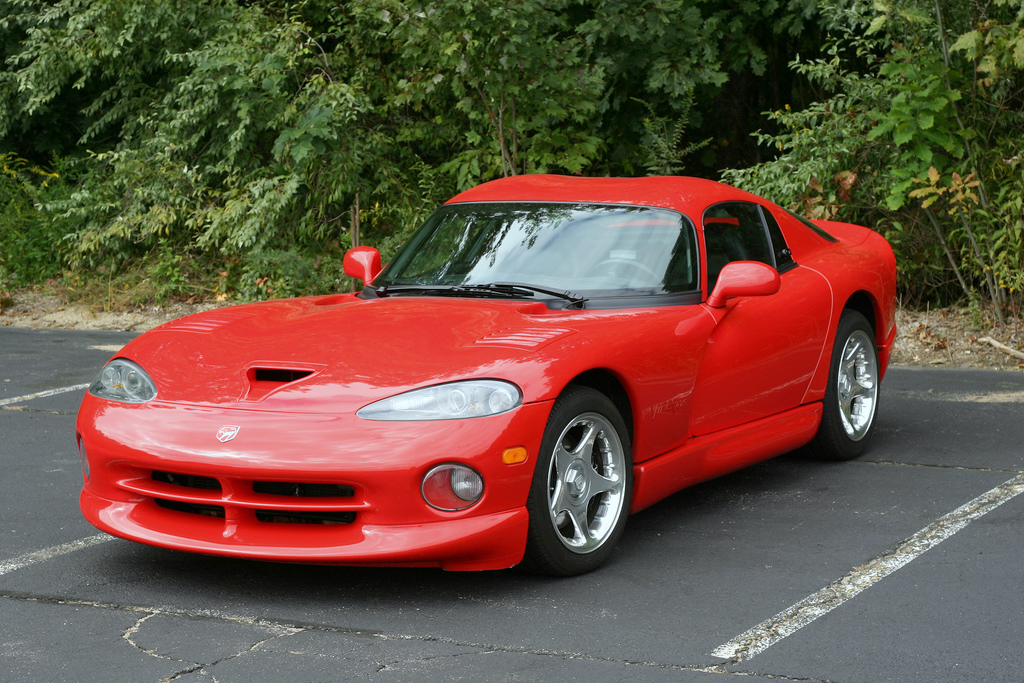
Dodge Viper GTS

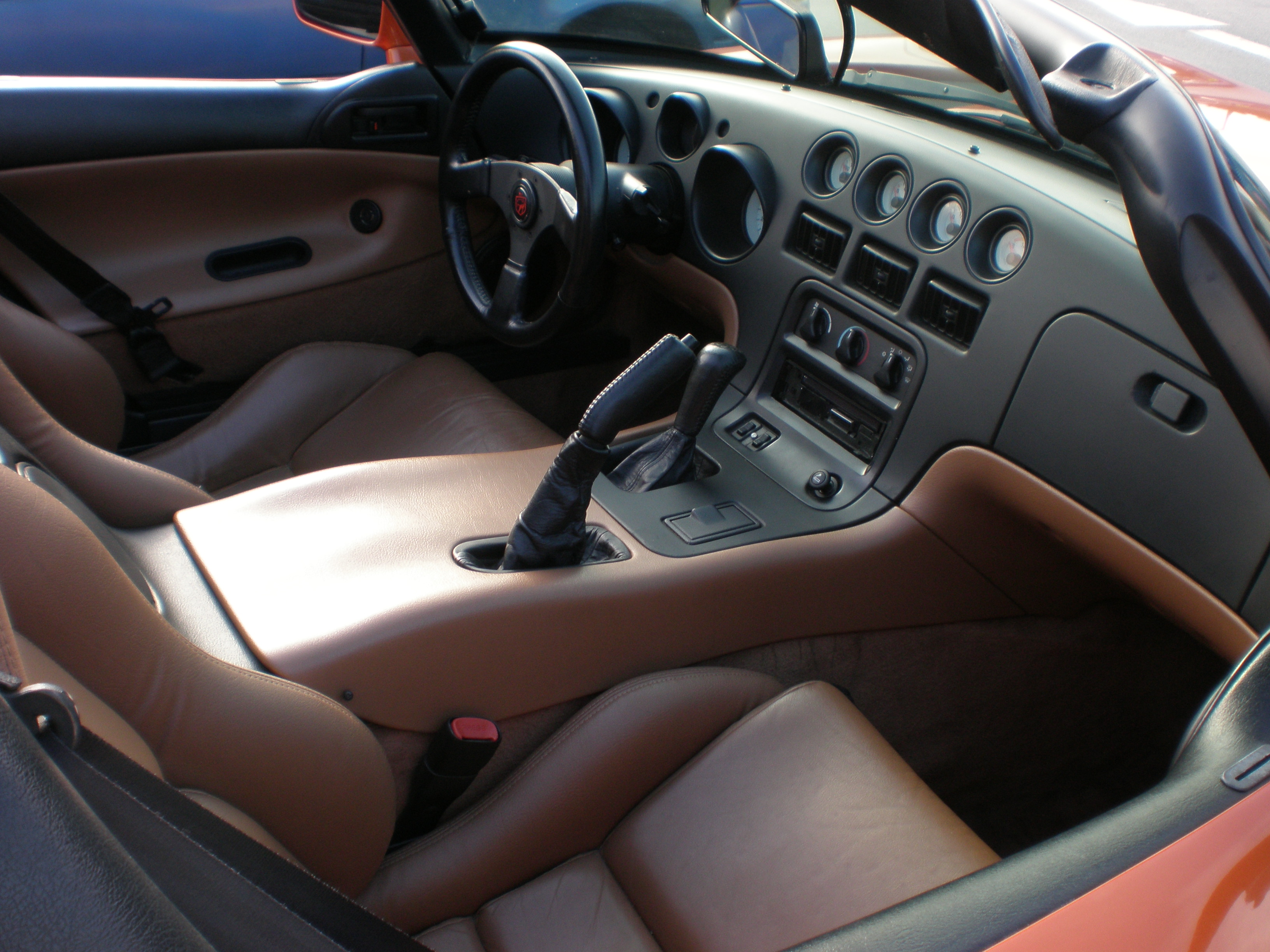

У 1996 році з'явилася модифікація з кузовом купе, модель називалася Viper GTS. Характерна риса — дах з назвою «подвійний міхур», піднята над кожним сидінням для можливості використання шоломів. Viper GTS можна було часто бачити у різних змаганнях і, як його попередник (перше покоління Viper), він був обраний як автомобіль безпеки (pace car) гонки «Індіанаполіс 500» 1996 року.
Невеликі еволюційні зміни, включаючи нові 18" колеса, були введені в моделі 1999 року. У наступних версіях впроваджені легкі поршні і змінена вихлопна система (бічні вихлопні труби в порогах були перенесені). У 1999 році введено шкіряний салон як додаткова опція. ABS в базову комплектацію була введена лише в 2001 році. У 2002 році було випущено 360 пам'ятних екземплярів «Прикінцевих Видань». Ці моделі були пофарбовані в червоний колір з білими смужками.

### Двигуни
- 8.0 л Viper V10 421 к.с. 662 Нм
- 8.0 л Viper V10 456 к.с. 662 Нм (GTS)

## Третє покоління (2003—2006)

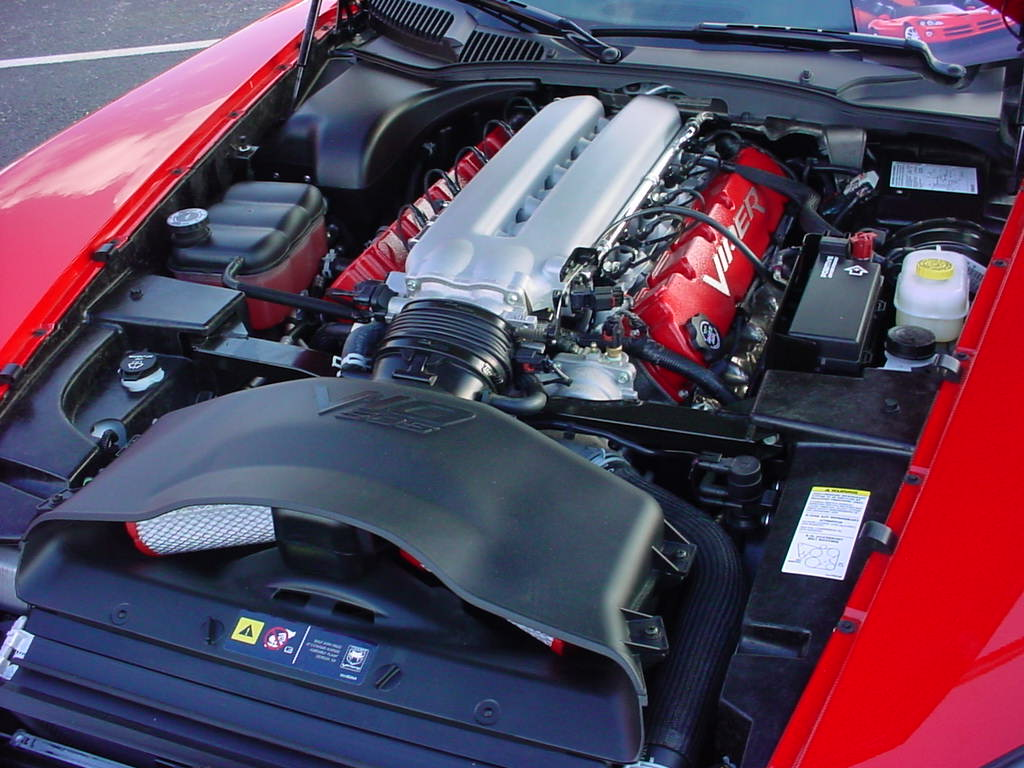
двигун Dodge Viper 2004

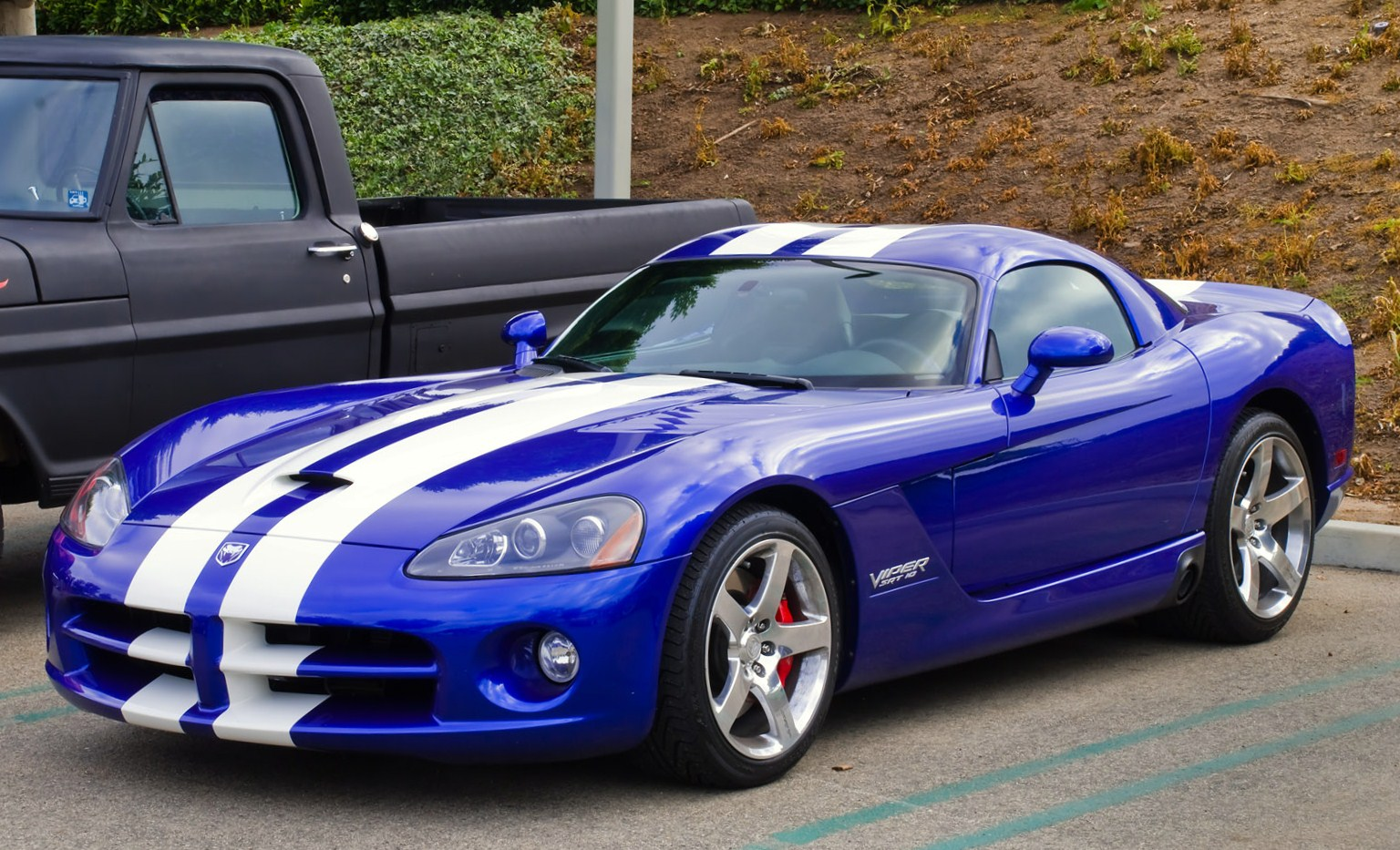
Dodge Viper SRT-10

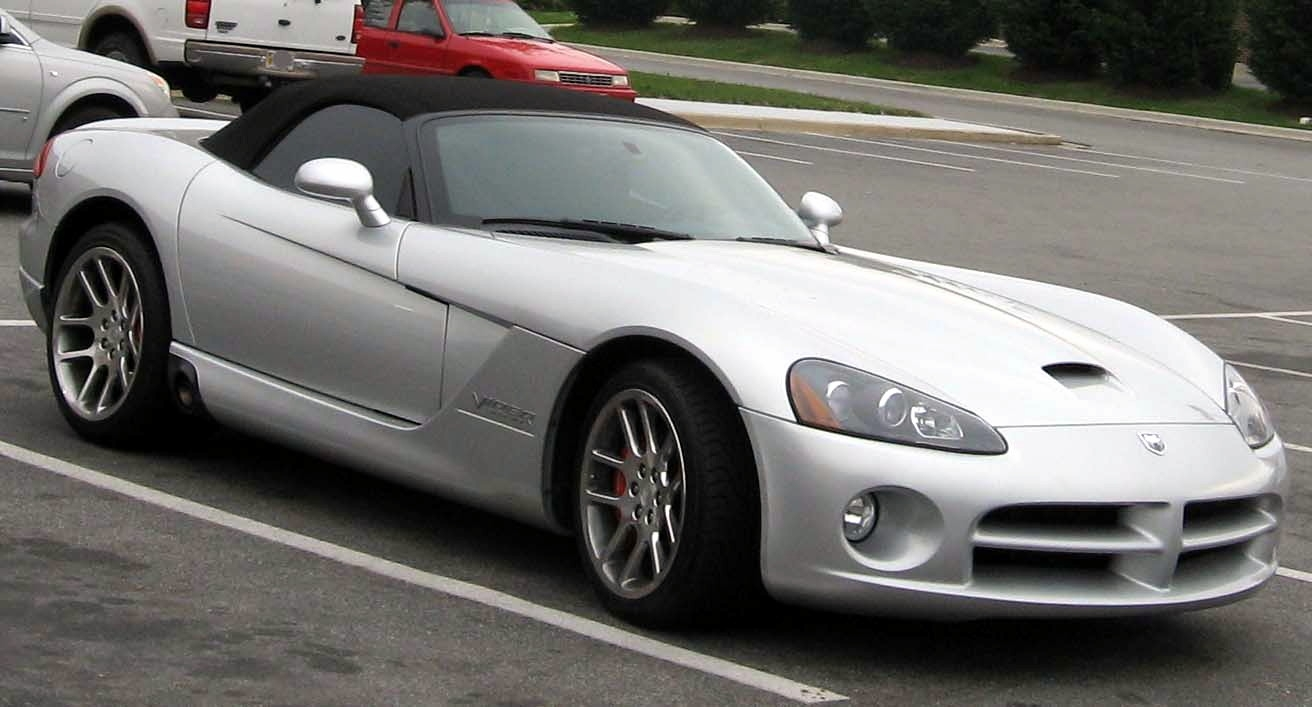
Dodge Viper SRT-10

У 2003 році в Dodge Viper підрозділом DaimlerChrysler Street Racing Technology (скорочено SRT) було внесено великі зміни. Новий Dodge Viper SRT-10 став більш кутастим. Був збільшений робочий об'єм двигуна (до 8,3 л) зі збільшенням потужності до 500 к.с. і максимального крутного моменту до 712 Н м, вага двигуна був скорочений до 230 кг. Шасі також покращилося, воно стало більш жорстким на кручення і легше на 36 кг. Ще більш жорстке й легке шасі використовується у версії Hennessey Viper Venom 1000 Twin Turbo. У 2004 році Dodge представив обмежений тираж з пакетом «Mamba edition cars» — чорний інтер'єр з червоною обробкою.
Viper SRT-10 Coupe був представлений в 2005 на «Detroit Auto Show» в Детройті. Він також зберіг характерну рису попередника — дах з назвою «подвійний міхур», підняту над кожним сидінням.

### Двигуни
- 8.3 л Viper V10 500 к.с. 712 Нм (roadster)
- 8.3 л Viper V10 510 к.с. 725 Нм (coupé)

## Четверте покоління (2008—2010)

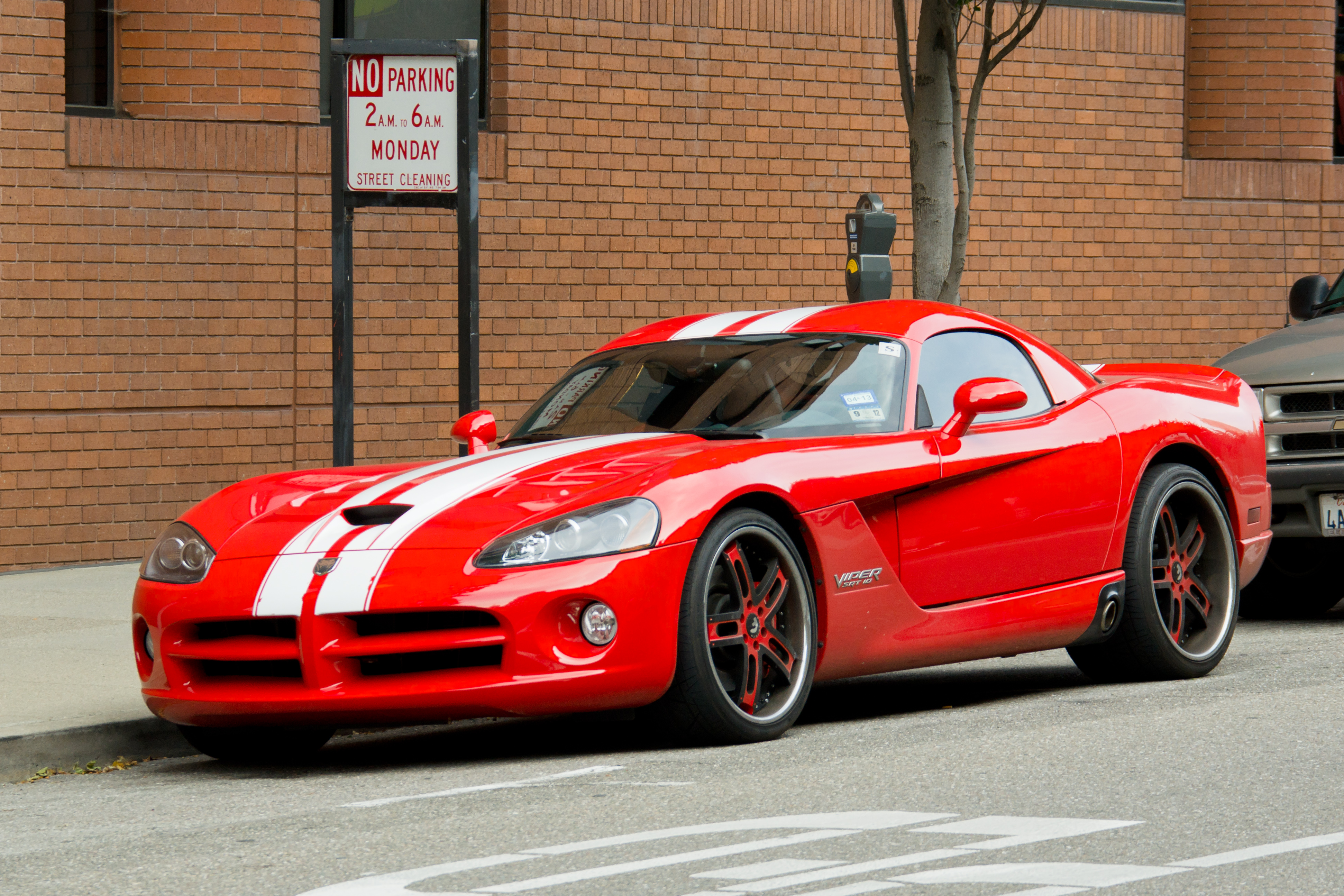
Dodge Viper SRT-10

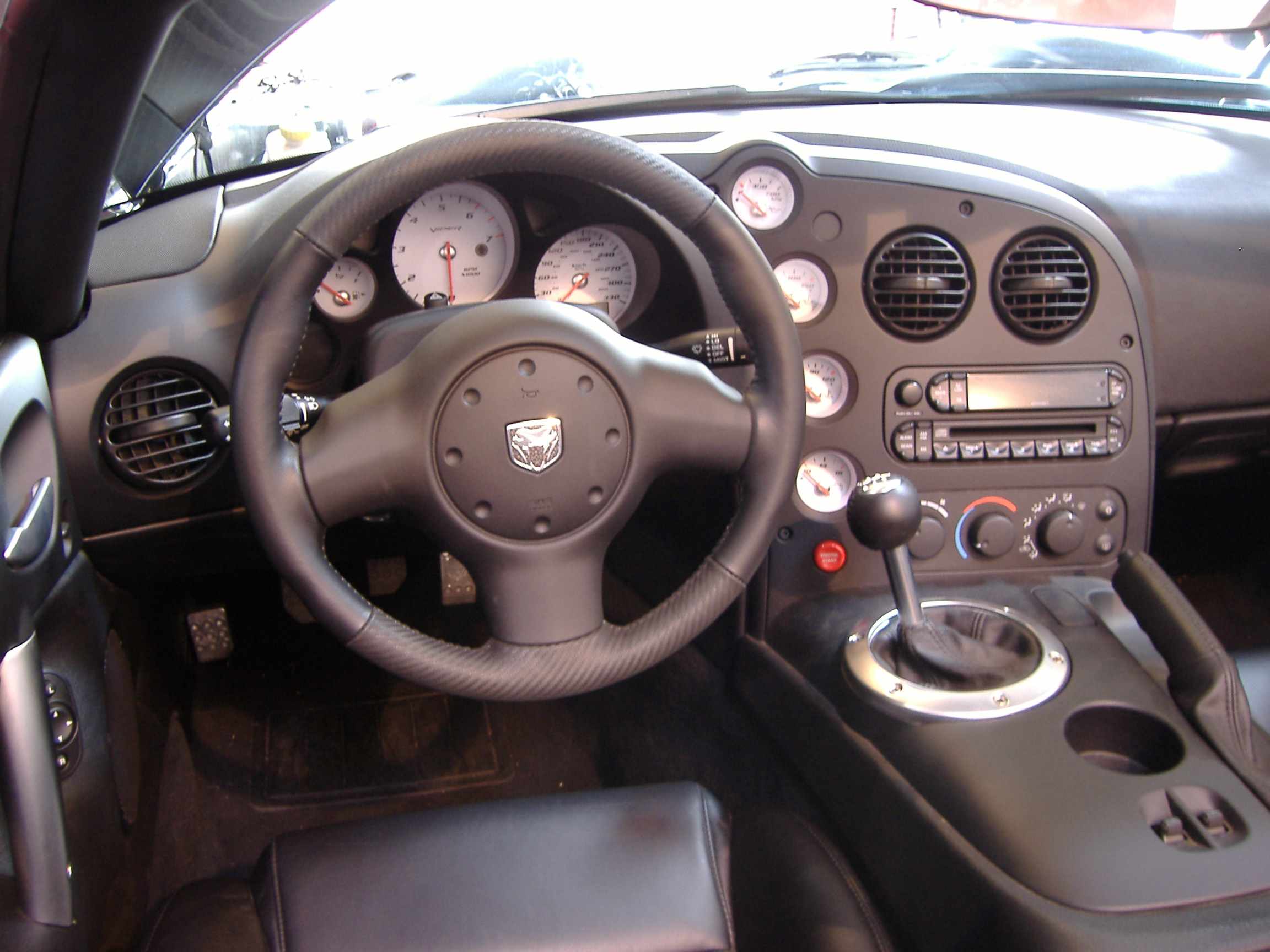

У 2008 році двигун був допрацьований — 600 к.с. (450 кВт) при 6000 об / хв і 760 Нм при 5100 об / хв, а також збільшені клапани, змінені камери згоряння, система зміни фаз газорозподілу. Двигун доводився за допомогою McLaren і Ricardo Consulting Engineers. Системи електронного управління двигуном розроблялися Continental AG.
Зміни поза двигуном менш екстремальні. Коробка передач Tremec T56 була замінена новою Tremec TR6060. У задньому мосту встановлена вискомуфта GKN. Нові шини Michelin Pilot Sport 2 зробили Viper більш нейтральним в поворотах. Ще однією помітною зміною є переробка вихлопної, електричної і паливної систем. 

### Двигун
- 8.4 л Viper V10 600 к.с. 759 Нм

## П'яте покоління (2013—2017)

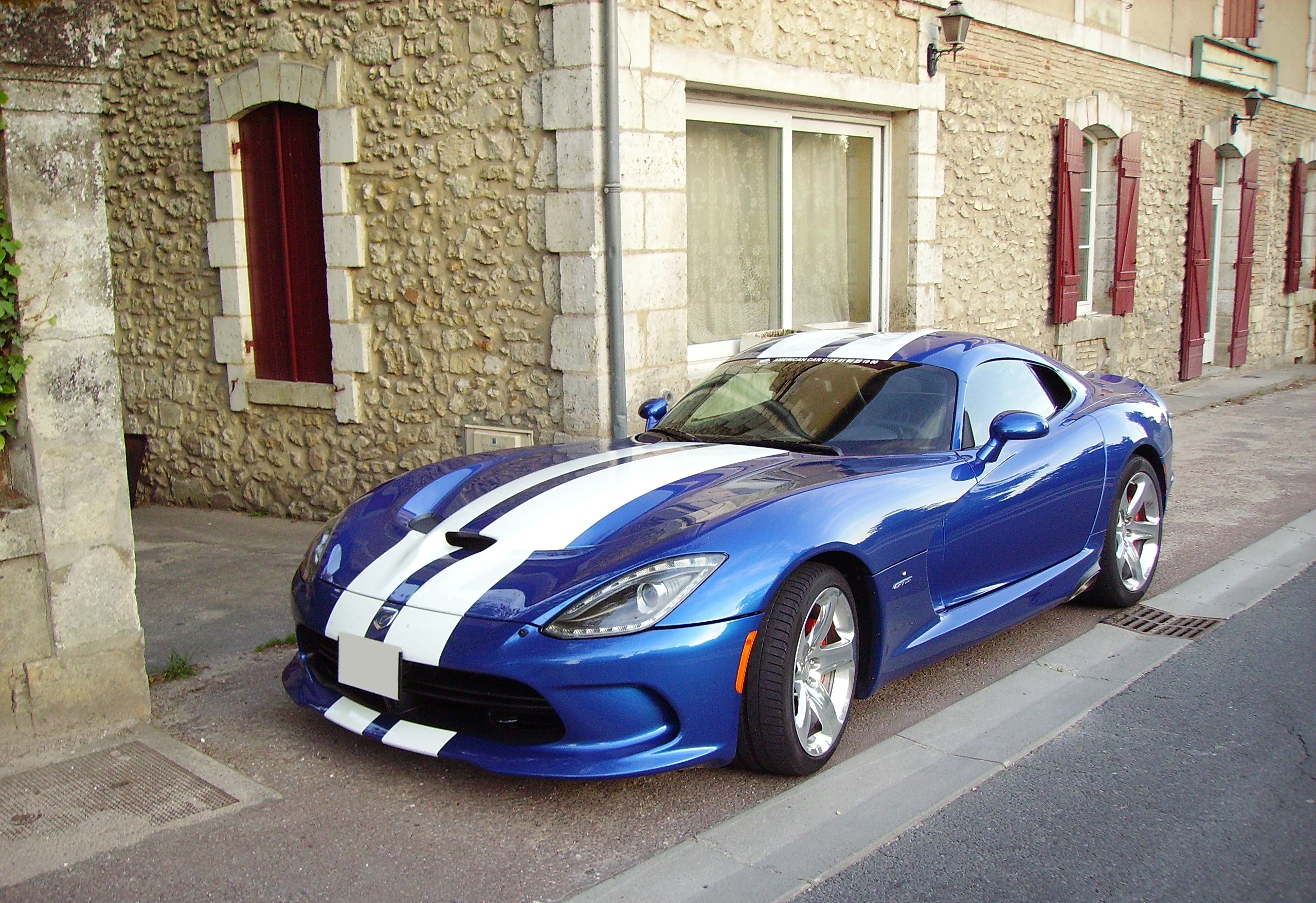
SRT Viper GTS

П'яте покоління Dodge Viper дебютувало на Нью-Йоркському автосалоні 2012 року і стало називатись SRT Viper. Наприкінці 2012 року почалися продажі SRT Viper в США. Транспортний засіб був розроблений в Оберн-Хіллс за участю спеціалістів Ferrari і Maserati. Автомобіль комплектується атмосферним бензиновим двигуном 8,4 л V10, потужністю 649 к.с., крутним моментом 814 Нм, 6-ст. МКПП і заднім приводом.
Dodge Viper 2016 року представлений у п’яти комплектаціях: базовій SRT, GT, GTS, GTC і новенькій ACR. Базова модель більше підходить для активних вихідних. Моделі GT, GTC і GTS отримали адаптивні демпфери, що зробило їх придатними для повсякденної їзди. Модель 2016 року ACR може похвалитись пружинно-гідравлічними амортизаторами Bilstein, спеціально розробленими для перегонів, вуглецево-керамічними гальмами та 19-дюймовими шинами Kumho Ecsta. З пакетом «Aero» ACR отримує: крило з вуглецевого волокна, дифузор, решітчастий капот та висувний передній сплітер. Що стосується решти моделей, то GT та GTS постачаються зі шкірою Nappa зі вставками Alcantara, металевими елементами декору та доступними акцентами з вуглецевого волокна.  Усі моделі 2016 року постачаються з єдиним 8.4-літровим V10 двигуном на 645 кінських сил. Пару двигуну складає шестиступінчаста механічна коробка передач. Привід в автомобіля на задні колеса. Розгін з такою силовою установкою відбувається за 3.5 секунд. Витрата палива перебуває на рівні 15.7 л/100км у змішаному циклі. 

### Двигун
- 8.4 л Viper V10 645-650 к.с. 813 Нм

## Варіанти тюнінгових фірм і концепткари

### Viper GT2
З метою задоволення вимог омологації ФІА, а також в ознаменування перемоги Chrysler в 1997 році в класі GT2, були продані 100 змінених Viper GT2 Championship Edition. Ці автомобілі, потужністю 460 к.с. (343 кВт) і 678 Нм крутного моменту, отримали кузова з поліпшеним аеродинамічним пакетом.

### Viper ACR
в 1999 році вийшла модель від American Club Racing (ACR). Модель сертифікована для доріг загального користування. Потужність була збільшена до 460 к.с. (370 кВт), а крутний момент до 678 Н м. Вага був скорочений більш ніж на 23 кг. Модель позбавлена інтер'єру, вилучені інші елементи, наприклад такі як протитуманні фари, аудіосистема, шумоізоляція капота, килимок у багажному відсіку і насос для підкачки шин. У новій жорсткої регульованої підвіски видалено ще 6,4 кг. Ці моделі зовні відрізняються по агресивному аеродинамічного обважування, більшого антикрилу на багажнику і новими 20-спиць колесами фірми BBS, взутими в низькопрофильну спортивну гуму Michelin Pilot Sport Cup.
У 2007 році випущений новий ACR. Його модернізація — нові гальма, регульована підвіска, аеродинамічний обвіс. Під довгим капотом встановлений 8,4-літровий двигун, що розвиває 600 к.с. Разом з мотором працює механічна коробка передач Tremec T56 TR6060 з модернізованим диференціалом GKN ViscoLok. Вага також зменшився на цілих 36 кг — видалено радіо, колонки, підсилювач, килим багажника і т. д. Після проведених робіт розгін до 100 км / год відбувається всього за 3 секунди, а максимальна швидкість становить 305 км/год. Впоратися з машиною на великих швидкостях дозволяє регульована гоночна підвіска фірми KW і гальма Brembo. Аеродинамічні компоненти виготовляються і монтуються на транспортний засіб в Рочестер Хіллс, штат Мічиган. У США вартість Dodge Viper SRT10 American Club Race становила 100 тис. доларів.
У 2009 році Viper SRT-10 ACR встановив рекорд траси Нюрбургрінг — найшвидший коло 7:22.1.

### Mopar Concept Coupe
Прототип 2008 Mopar Viper Coupe з 675 к.с., з'явився в 2007 році на North American International Auto Show. В наш час[коли?] немає планів по виробництву.

### Firepower

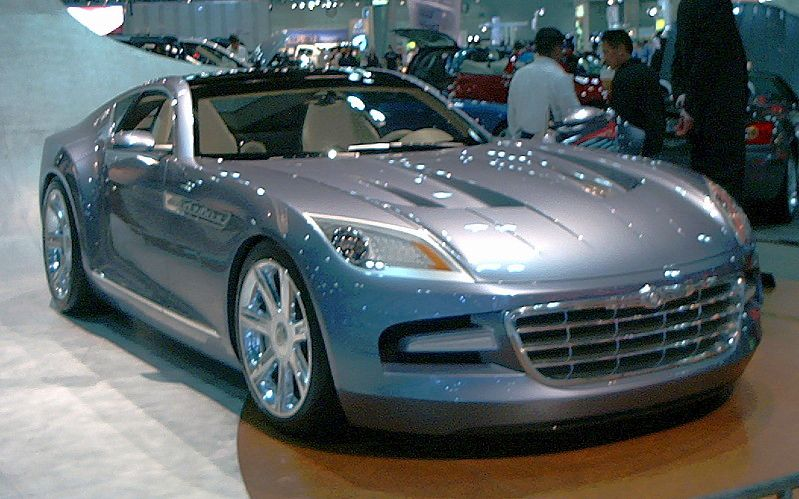
Chrysler Firepower

Chrysler Firepower був створений на базі Dodge Viper, а також використовував риси Chrysler Crossfire. Двигун — 6.1 L Hemi V8 потужністю 425 к.с. (317 кВт) розганяє автомобіль до 100 км / год за 4,5 секунди. Дизайнери, відповідальні за розробку: Брайан Nielander (зовнішній дизайн) і Грег Хауелл ( інтер'єр). В наш час[коли?] Chrysler офіційно оголосив про те, що Firepower вироблятися не буде.

### Copperhead
Dodge Copperhead — концепт-кар, заснований на платформі Viper, був задуманий як більш дешевий і більш моторний автомобіль. Був передбачений двигун V6. Модель конвеєра не досягла.

## Автоспорт
Після появи Viper в 1992 році ряд північноамериканських і європейських команд намагалися брати участь у перегонах на Viper RT/10. Використовуючи практично серійні автомобілі, вони не досягли особливих успіхів.

### Viper GTS-R

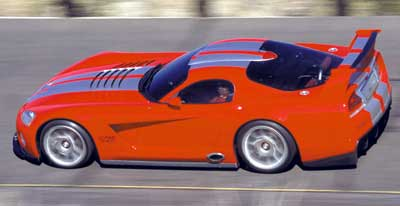
Dodge Viper GTS-R

Заснований на Viper GTS, GTS-R було створено наприкінці 1995 року. Модернізуючи такі компоненти двигуна як блок, головки циліндрів і колінчастий вал, інженери Dodge змогли витягти потужність 750 к.с. (559 кВт), замість стандартних 450 к.с. (Друге покоління, 8,0 л двигун V10). Шасі було реорганізованого з нуля британським виробником спортивних автомобілів Reynard Motorsport (головний інженер Пол Браун).
Автомобіль дебютував в 1996 році на гонці «24 години Daytona». Команда Oreca з Viper добилася перемоги в чемпіонаті FIA GT три рази, в гонці «24 Hours of Le Mans» виграла три рази, і здобула перемогу в «24 Hours of Daytona» в 2000 році.
У період між 1999 і 2002 роком, команда Zakspeed виграла «24 Hours Nürburgring» три рази.
Після закінчення офіційної підтримки заводу в 2001 році, Viper GTS-R використовувався приватними командами з великим успіхом до 2007 року.

### Viper Competition Coupe

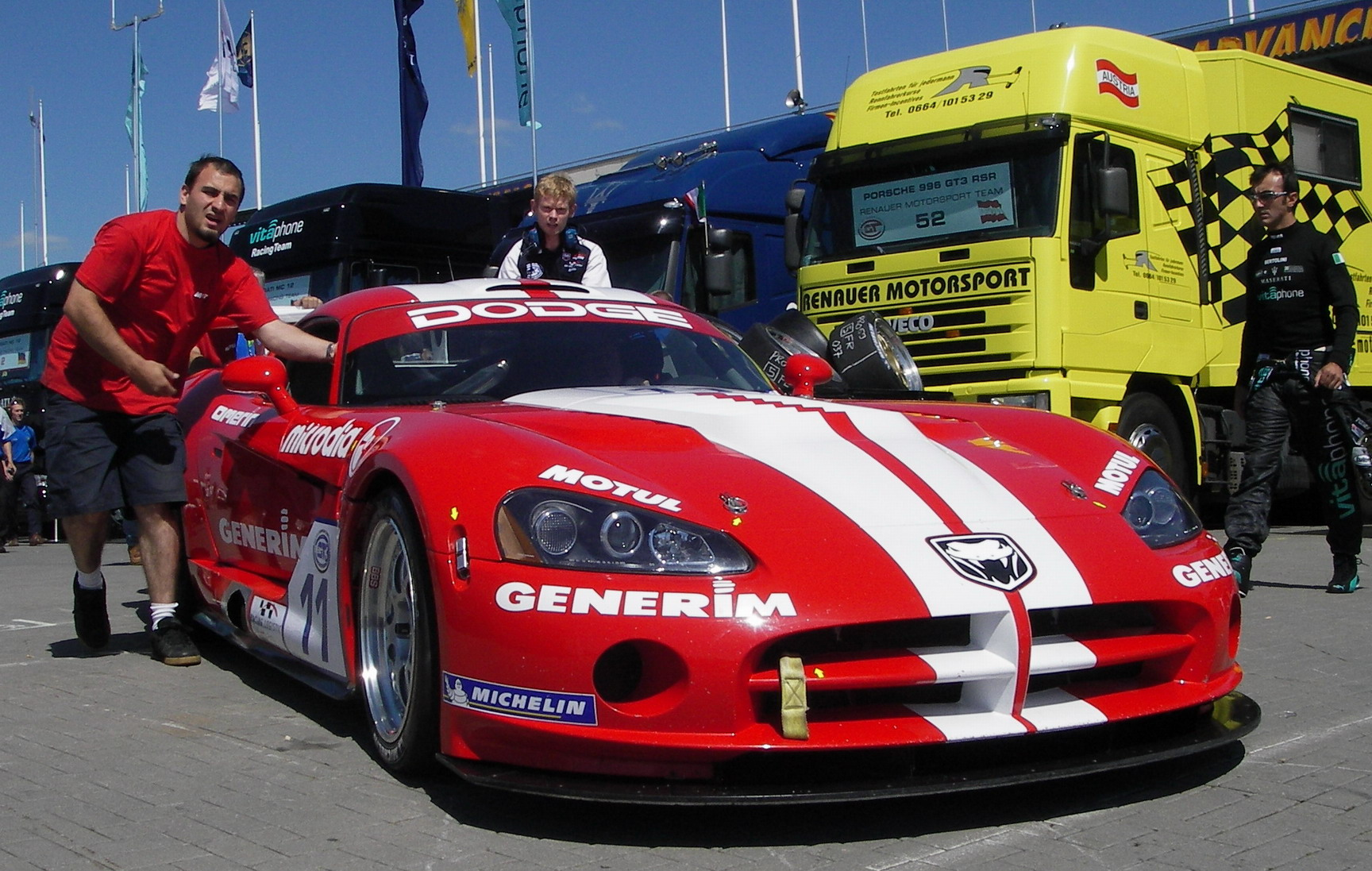
Dodge Viper Competition Coupe

У 2003 році на базі «Viper SRT-10 Coupe» був створений «Viper Competition Coupe». Потужність і крутний момент у порівнянні з базовою моделлю були покращені, видалені килимові покриття, прилади, системи кондиціонування повітря, стереосистеми, що полегшило машину на 170 кг. Competition Coupe не продається через дилерів, і придбати його можна безпосередньо у Dodge, так як це дуже дорогий болід. Вартість становить приблизно 140 000 USD.
У 2004 році Samuel Hubinette використовував змінений Viper Competition Coupe для гонок Formula D, в якому він виграв титул, перш ніж автомобіль був заборонений до кінця сезону.
З 2006 року Competition Coupe вперше прийшов до Європи на чемпіонату Європи ФІА GT3 з італійською командою Racing Box.

### Досягнення Viper в автоспорті
- 2008 British GT Championship — перемога J. Gornall & J. Barnes
- 2007 British GT Championship — перемога B. Ellis & A. Mortimer
- 2007 Brazilian GT3 Championship
- 2007 24 hours of Nurburgring — SP8 Class, перемога team Zakspeed
- 2006 Australian GT Championship — перемога Greg Crick
- 2006 Dutch Supercar Challenge — перемога Hans Ambaum
- 2006 Formula D — Championship — перемога Samuel Hubinette
- 2006 24 hours of Nurburgring — SP8 Class, перемога team Zakspeed
- 2006 24 hours of Spa G3 — перемога команди Signa Racing
- 2005 FFSA GT Championship — перемога O. Thevenin & P. Bornhauser
- 2005 24 hours of Nurburgring — A8 Class, перемога P. Zakowski, R. Lechner & S. Bert
- 2004 SCCA Speed GT — Drivers Championship перемога Tommy Archer
- 2004 FFSA GT Championship — перемога P. Bornhauser
- 2004 Formula D — Championship, перемога Samuel Hubinette
- 2004 Belcar Championship
- 2004 Italian GT Championship
- 2004 1000 Miles of Brazil — перемога S. Zonca, A Lancellotti & F. Gollin
- 2003 FFSA GT Championship — перемога D. Defourny & P. Goueslard
- 2003 Belcar Championship — перемога команди GLPK
- 2003 Italian GT Championship — перемога Team Racing Box
- 2003 Swedish GTR Championship — перемога Team Tre Q AB
- 2003 EuroSeries GT Championship — перемога команди Michael Martin Racing System
- 2002 FIA GT Championship — GT1 Drivers, перемога Christophe Bouchut
- 2002 FIA GT Championship — GT1 Teams, перемога Larbre Competition
- 2002 Belcar Championship — перемога Team GLPK
- 2002 Swedish GTR Championship — перемога Team OKA Racing
- 2002 24 hours of Nurburgring — Overall victory, перемога Peter Zakowski, R. Lechner & P. Lamy
- 2002 Spa 24 Hours — перемога C. Bouchut, S. Bourdais, D. Terrien & V. Vosse
- 2001 FIA GT Championship — GT1 Drivers, перемога Christophe Bouchut & Jean-Philippe Belloc
- 2001 FIA GT Championship — GT1 Teams, перемога Larbre Competition
- 2001 FFSA GT Championship — перемога D. Dupuy & F. Fiat
- 2001 24 hours of Nurburgring — перемога Peter Zakowski, M. Bartels & P. Lamy
- 2001 Spa 24 Hours — перемога C. Bouchut, J.P. Belloc & M. Duez
- 2001 1000 km of Fuji Endurance Race
- 2001 Belcar Championship — перемога Team GLPK
- 2001 Swedish GTR Championship — перемога Team OKA Racing
- 2000 FFSA GT Championship — перемога D. Dupuy & F. Fiat
- 2000 Grand-Am — GT2 Class Champion
- 2000 24 Hours of Daytona — Overall victory
- 2000 American Le Mans Series — Class Champion, Team Oreca
- 2000 24 Hours of Le Mans — GTS Class 1st and 2nd place, перемога team Oreca
- 1999 FIA GT Championship — Drivers, перемога Olivier Beretta & Karl Wendlinger
- 1999 FIA GT Championship — Teams, перемога Viper Team Oreca
- 1999 24 Hours of Le Mans — GTS Class 1st, 2nd, 3rd, 4th, 5th and 6th place finishes, перемога Team Oreca
- 1999 American Le Mans Series — Class Champion, Team Oreca
- 1999 VLN German Championship Series — Won every race of season (10/10), Team Zakspeed
- 1999 24 hours of Nurburgring — перемога Peter Zakowski, HJ Tiemann, K. Ludwig & M. Duez
- 1998 FIA GT Championship — GT2 Drivers, перемога Olivier Beretta & Pedro Lamy
- 1998 FIA GT Championship — GT2 Teams, перемога Viper Team Oreca
- 1998 24 Hours of Le Mans GT2 Class 1st and 2nd, перемога Team Oreca, перша автомобіля американського виробництва ґрунтується ь, щоб виграти в Ле-Ман Le Mans
- 1997 FIA GT Championship — GT2 Drivers, перемога Justin Bell
- 1997 FIA GT Championship — GT2 Teams, перемога Viper Team Oreca